# Den státnosti (Slovinsko)
Den státnosti (slovinsky Dan državnosti) je slovinský státní svátek, který připadá na 25. červen. Toho dne vyhlásila v roce 1991 slovinská skupščina nezávislost na Jugoslávii, když přijala Deklaraci o nezávislosti (Deklaracija o neodvisnosti Slovenije), Základní ústavní listinu o samostatnosti a nezávislosti Republiky Slovinsko (Temeljna ustavna listina o samostojnosti in neodvisnosti Slovenije) a několik dalších pro samostatný stát významných ústavních dodatků. Z důvodu obav ze zákroku federálních orgánů byl akt vyhlášení nezávislosti uskutečněn již o den dříve, než se původně plánovalo. Každý rok se v předvečer svátku konají na náměstí Republiky v Lublani oslavy.
Téhož dne vyhlásilo nezávislost na Jugoslávii také Chorvatsko.